# Володинське сільське поселення (Кривошиїнський район)
Воло́динське сільське поселення (рос. Володинское сельское поселение) — сільське поселення у складі Кривошиїнського району Томської області Росії.
Адміністративний центр — село Володино.
Населення сільського поселення становить 1279 осіб (2019; 1382 у 2010, 1638 у 2002).

## Склад
До складу сільського поселення входять:
| Населений пункт          | Населення, осіб (2002) | Населення, осіб (2010) |
| ------------------------ | ---------------------- | ---------------------- |
| Володино, село           | 1361                   | 1185                   |
| Новоніколаєвка, присілок | 145                    | 103                    |
| Старосайнаково, присілок | 132                    | 94                     |